# Pancerniki typu Connecticut
Pancerniki typu Connecticut – ostatnia seria przeddrednotów służących w US Navy. W momencie wejścia do służby należały do najlepszych pancerników na świecie. Charakteryzowały się ciężką salwą burtową (cztery 305 mm, cztery 204 mm, sześć 178 mm, dziesięć 76 mm i sześć 3 funtowych dział), miały znakomite własności morskie i wysoką (jak na swoje czasy) prędkość maksymalną równą 19 węzłom. Okręty tego typu miały także kilka wad. W teorii mieszana artyleria średniego kalibru miała posiadać następujące zalety: działa 7 calowe strzelały pociskami znacznie cięższymi niż 6 calowe i wystrzeliwały je znacznie szybciej niż działa 8 calowe. W czasie służby okazało się, że fontanny wody powstające po wybuchach pocisków 8 i 7 calowych mieszały się ze sobą co powodowało, że trzeba i tak było ograniczać szybkostrzelność dział 7 calowych. Ujednolicenie kalibru średnich dział (wszystkie 8 calowe albo wszystkie 7 calowe) byłoby o wiele bardziej użyteczne.
Okręty były już w chwili wejścia do służby przestarzałe, ponieważ kilka miesięcy przed ich przyjęciem do US Navy w Royal Navy rozpoczął służbę HMS "Dreadnought" czyniąc wszystkie przeddrednoty przestarzałymi. Pomimo tego pancerniki typu Connecticut pełniły godną służbę w amerykańskiej marynarce wojennej. Cztery z pięciu (wyjątkiem był "New Hampshire") uczestniczyło w rejsie Wielkiej Białej Floty, a dwa z nich ("Connecticut" i "Minnesota") służyły jako okręty flagowe dywizjonu w czasie tego rejsu.
Po tym rejsie okręty zostały pozbawione efektownego malowania, ich mostki zostały zmniejszone, aby zredukować ich profil. Kadłuby przemalowano z atrakcyjnego dla obserwatora (ale wojskowo bezużytecznego) schematu biało-płowożółtego na nudny, ale funkcjonalny kolor szary. Pomimo tego, że były przestarzałe w porównaniu do nowoczesnych drednotów służyły we flocie zanim nowoczesne pancerniki stały się bardziej powszechne. W czasie I wojny światowej służyły jako okręty szkolne. Zostały wycofane ze służby w wyniku ustaleń traktatu waszyngtońskiego.

## Okręty tego typu

### USS "Connecticut"
- Znak taktyczny:  BB-18
- Położenie stępki:  10 marca 1903
- Wodowanie:  29 września 1904

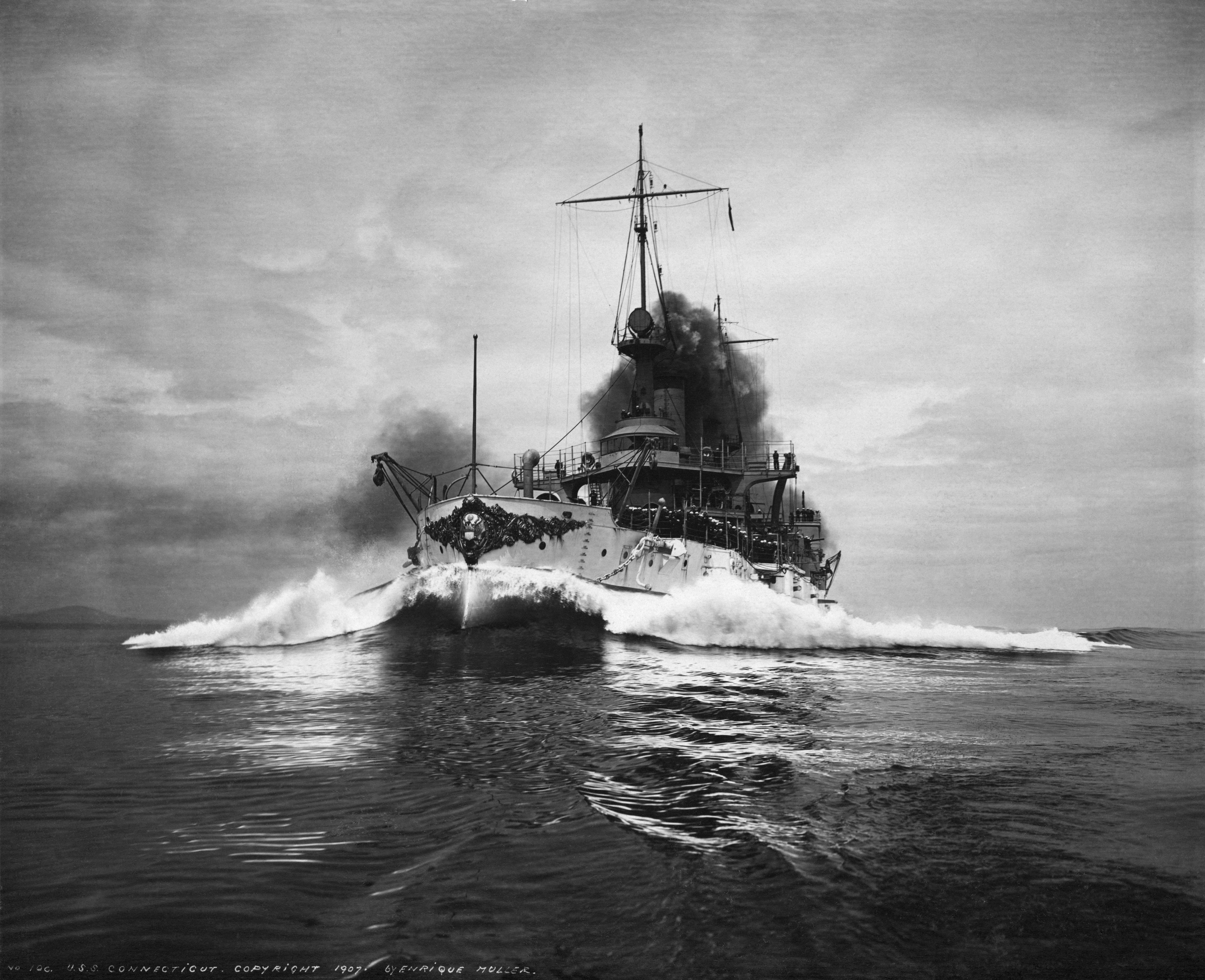
USS "Connecticut"

- Przyjęcie do służby:  29 września 1906
- Los: wycofany ze służby 1 marca 1923

### USS "Louisiana"
- Znak taktyczny:  BB-19
- Położenie stępki:  7 lutego 1903
- Wodowanie:  27 sierpnia 1904

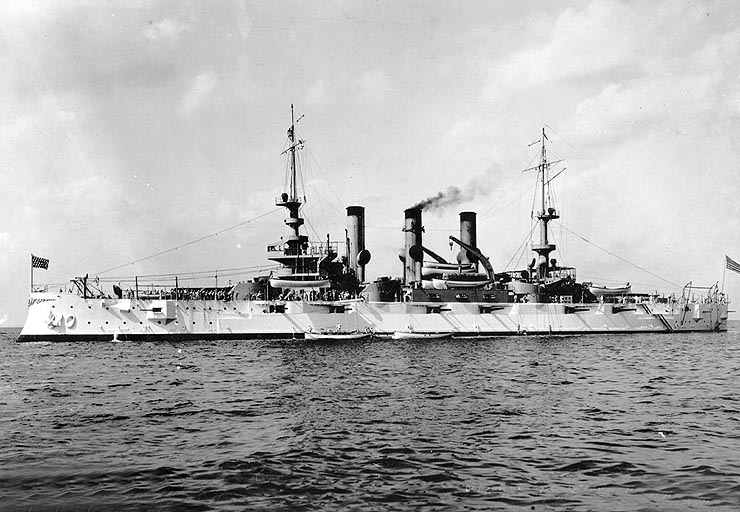
USS "Louisiana"

- Przyjęcie do służby:  2 czerwca 1906
- Los: wycofany ze służby 20 października 1920 – sprzedany na złom

### USS "Vermont"
- Znak taktyczny:  BB-20
- Położenie stępki:  21 maja 1904
- Wodowanie: 31 sierpnia 1905

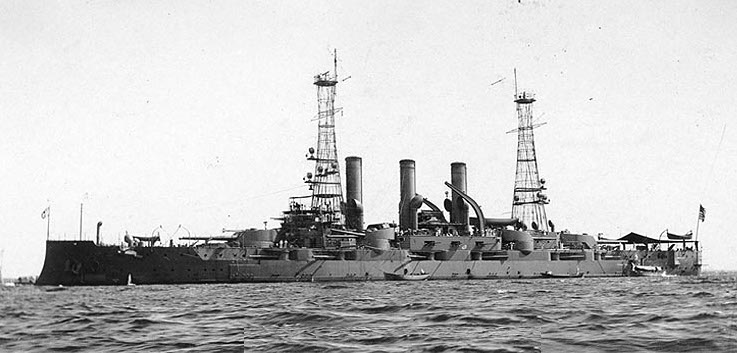
USS "Vermont"

- Przyjęcie do służby:  3 kwietnia 1907
- Los: wycofany ze służby 30 czerwca 1920, złomowany 11 października 1923

### USS "Kansas"
- Znak taktyczny:  BB-21
- Położenie stępki:  10 lutego 1904
- Wodowanie:  12 sierpnia 1905

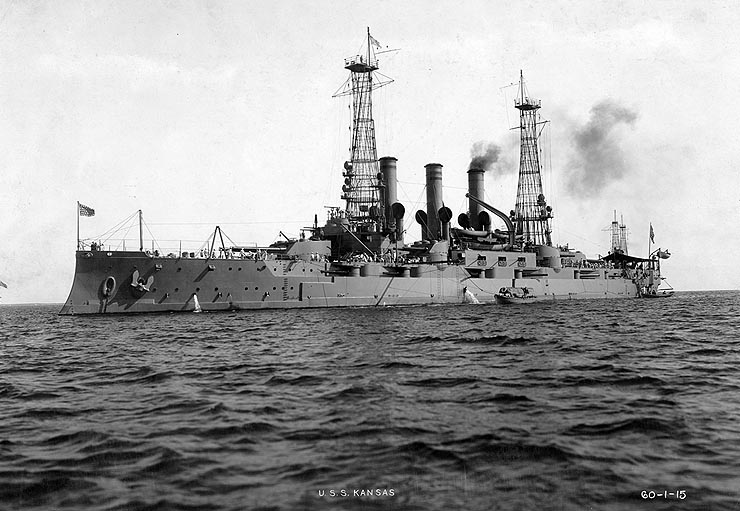
USS "Kansas"

- Przyjęcie do służby:  18 kwietnia 1907
- Los: wycofany ze służby 16 grudnia 1921

### USS "Minnesota"
- Znak taktyczny:  BB-22

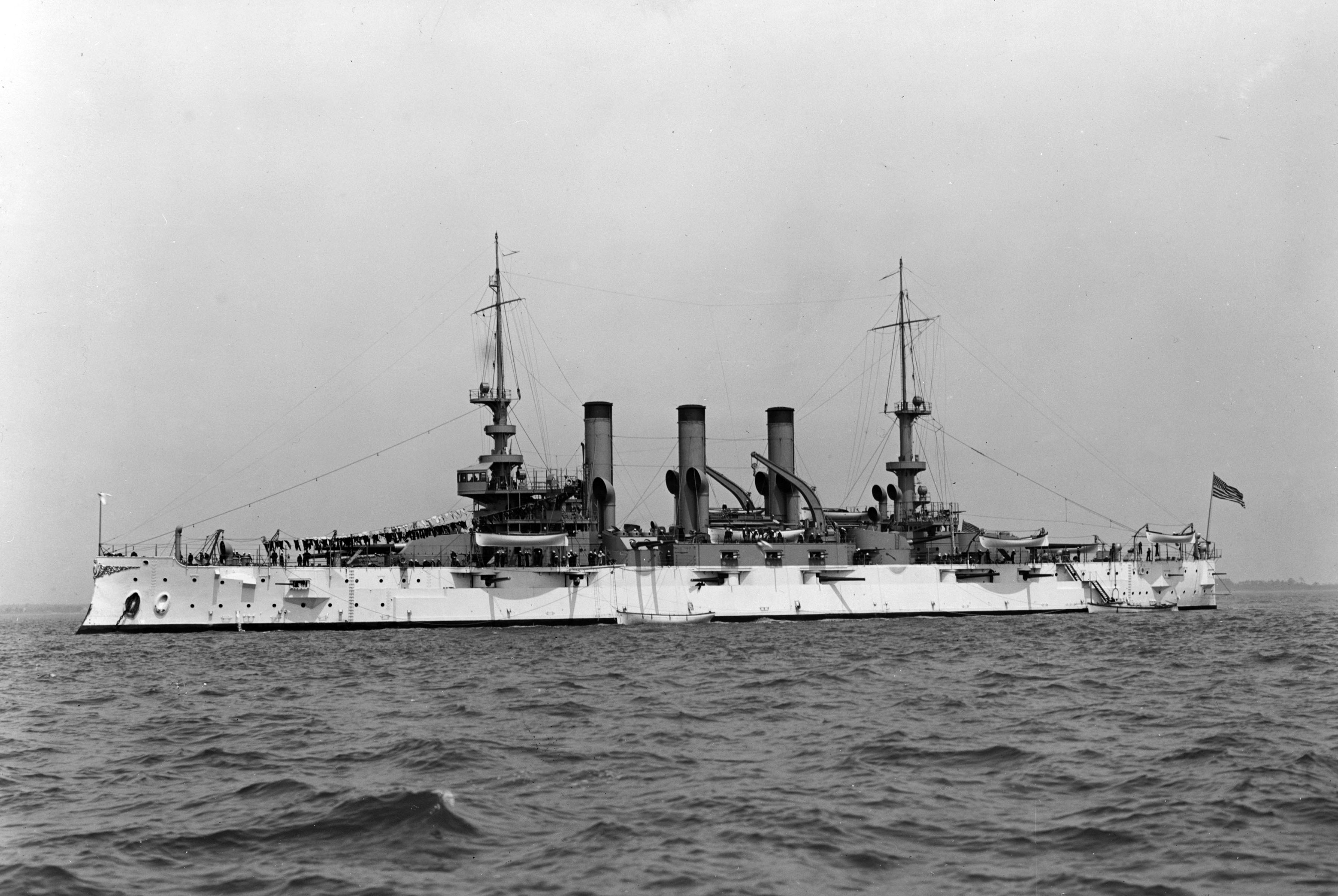
USS "Minnesota"

- Położenie stępki:  27 października 1903
- Wodowanie:  8 kwietnia 1905
- Przyjęcie do służby:  9 marca 1907
- Los: wycofany ze służby 1 grudnia 1921, sprzedany na złom

### USS "New Hampshire"
- Znak taktyczny:  BB-25
- Położenie stępki:  1 maja 1905
- Wodowanie:  30 czerwca 1906

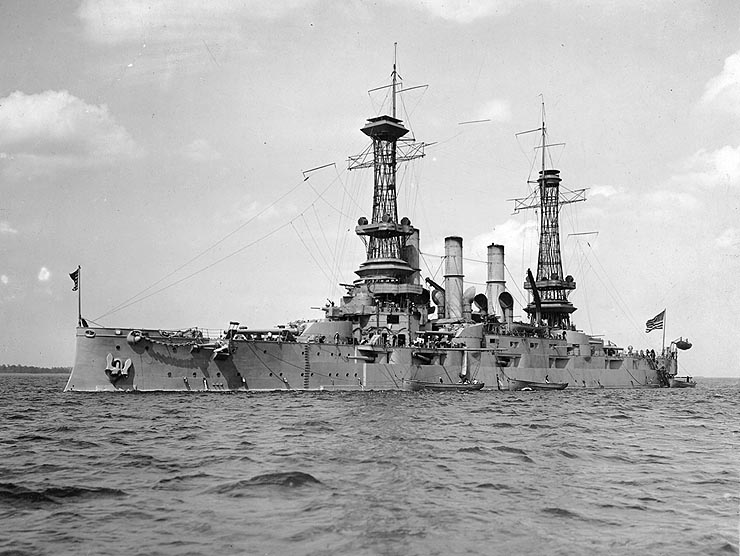
USS "New Hampshire"

- Przyjęcie do służby:  19 marca 1908
- Los: wycofany ze służby 21 maja 1921, sprzedany na złom